# Введенская церковь (Нижний Тагил)
Введенская церковь — бывший православный храм в городе Нижний Тагил. Заложен в 1833 году, снесён около 1932 года.

## История
Введенская церковь была построена в середине XVIII века на холме около Нижнетагильского завода. Первоначально церковь было деревянной и однокупольной. Приход этой церкви составлял пятую часть от всего населения города.
После возведения рядом с храмом Входо-Иерусалимского собора церковь перенесли на восточную окраину Нижнетагильского посёлка, где она долго была госпитальной и кладбищенской церковью. Новый каменный храм был заложен епископом Пермским и Екатеринбургским преосвященным Аркадием 30 июля 1833 года. В 1836 году строительство нового каменного здания по проекту петербургского архитектора Е. И. Димерта было окончено. Главный храм освящен в честь Введения во храм Пресвятой Богородицы в 1836 году.
В 1859 году для храма были возведены приделы: южный в честь рождества Богородицы и северный в честь её успения (1861). В 1860 году обновлен иконостас главного алтаря, его освящение было совершено протоиереем Алексием Карпинским 7 августа 1860 года.

## Святыни
Среди святынь храма примечательны:
- Иверская икона Божией Матери
- Картина воскресения Христа, располагавшаяся на горнем месте в боковом алтаре; картины Божией Матери с Предвечным Младенцем. Все три картины написаны на полотне масляными красками художниками Флоренции.

При Введенском приходе работали две церковно-приходские школы (женская и смешанная) и одна школа грамоты, Введенское земское двухклассное училище.
В 1927 году здание богадельни было занято нижнетагильским ОГПУ. В 1931 году в городе была организована пропагандистская кампания в печати («Рабочий». 1931. № 188, 192, 194) за закрытие храма. Трудящиеся доменного цеха рудника имени III Интернационала Высокогорского механического завода требовали в печати «разоблачить поповщину» и передать Введенскую церковь под типографию, где будет печататься «Тагильский рабочий». Храм в это время стал кафедральным собором обновленцев.
В феврале 1930 года президиум горсовета Нижнего Тагила по докладу члена совета Яковлева напечатал постановление: «Учитывая массовые требования трудящихся города о закрытии Входо-Иерусалимского собора и Введенской церкви, обоснованное на необходимости использования этих зданий под учебные мастерские по поднятию и выковыванию квалифицированной рабочей силы… требование трудящихся г. Тагила о закрытии Входо-Иерусалимского собора и Введенской церкви удовлетворить».
Здание Введенской церкви было снесено в начале 1930-х годов. В настоящее время в здании находится городской отдел Управления ФСБ по Свердловской области.